# Didogobius schlieweni
Espèce
Statut de conservation UICN

 LC  : Préoccupation mineure
Le gobie nain à taches blanches (Didogobius schlieweni) est une espèce de poissons de la famille des Gobiidae.

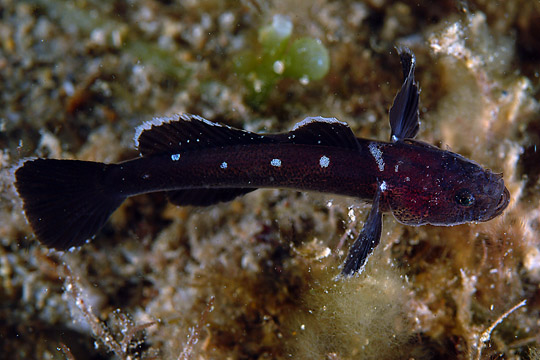

## Distribution
Cette espèce se rencontre dans la mer Méditerranée occidentale, il a été découvert en mer Adriatique.

## Publication originale
- Miller, 1993 : A new species of Didogobius (Teleostei: Gobiidae) from the Adriatic Sea. Journal of Natural History, vol. 26, n. 6, p. 1413-1419.